# Гречкин, Дмитрий Макарович
Дмитрий Макарович Гречкин (1910—1978) — советский шахматист, мастер спорта СССР (1939), тренер. Отличник физической культуры (1954). Экономист-плановик.

## Биография
Участник ряда чемпионатов РСФСР (лучший результат — в 1949 г.: 5—8 места), полуфиналов чемпионатов СССР (в 1949 г. разделил 6—9 места в полуфинале 17-го чемпионата страны). В показательном турнире в Ростове-на-Дону (1941) и турнире мастеров в Риге (1953) занял 2-е места.
Активно участвовал в соревнованиях по переписке. Трижды играл в чемпионатах СССР. В составе сборной РСФСР дважды становился победителем командных чемпионатов СССР по переписке.

## Спортивные результаты
| Год                       | Город                                                   | Соревнование                                             | + | − | = | Результат | Место             |
| ------------------------- | ------------------------------------------------------- | -------------------------------------------------------- | - | - | - | --------- | ----------------- |
| 1931                      | Саратов                                                 | Первенство Нижневолжского края                           |   |   |   |           |                   |
|                           | Москва                                                  | Полуфинал 7-го чемпионата СССР                           |   |   |   |           |                   |
| 1938                      | Ленинград                                               | Первенство ВЦСПС                                         | 6 | 8 | 7 | 9½ из 21  | 15                |
| 1939                      | Ростов-на-Дону                                          | Всесоюзный турнир кандидатов в мастера спорта (группа 1) | 5 | 1 | 7 | 8½ из 13  | 3—4               |
| 1940                      | Киев                                                    | Полуфинал 12-го чемпионата СССР                          | 2 | 6 | 8 | 6 из 16   | 13—15             |
| 1941                      | Ростов-на-Дону                                          | Показательный турнир                                     |   |   |   |           | 2                 |
|                           | Ростов-на-Дону                                          | Полуфинал 13-го чемпионата СССР (группа 1)               | 2 | 2 | 1 | 2½ из 5   |                   |
| 1947                      | Свердловск                                              | Полуфинал 16-го чемпионата СССР                          | 0 | 7 | 5 | 2½ из 12  | 13                |
| 1948                      | Саратов                                                 | Чемпионат РСФСР                                          |   |   |   |           | [ 8 ]             |
| 1949                      | Ярославль                                               | Чемпионат РСФСР                                          |   |   |   |           | 5—8               |
|                           | Тбилиси                                                 | Полуфинал 17-го чемпионата СССР                          | 5 | 4 | 7 | 8½ из 16  | 6—9               |
|                           | Одесса                                                  | Первенство ЦС ДСО «Большевик»                            |   |   |   |           | [ 12 ]            |
| 1950                      | Чебоксары                                               | Командный чемпионат РСФСР                                |   |   |   |           |                   |
| 1951                      | Свердловск                                              | Полуфинал 19-го чемпионата СССР                          |   |   |   |           |                   |
| 1953                      | Рига                                                    | Показательный турнир советских мастеров                  |   |   |   |           | 2                 |
| 1954                      | Рига                                                    | Командный чемпионат СССР                                 | 2 | 6 | 4 | 4 из 12   |                   |
|                           | Ростов-на-Дону                                          | Чемпионат РСФСР                                          | 2 | 6 | 9 | 6½ из 17  | 16                |
| СОРЕВНОВАНИЯ ПО ПЕРЕПИСКЕ |                                                         |                                                          |   |   |   |           |                   |
| 1948—1951                 | 1-й чемпионат СССР                                      | 1-й чемпионат СССР                                       | 6 | 5 | 4 | 8 из 15   | 7                 |
| 1955—1957                 | 3-й чемпионат СССР                                      | 3-й чемпионат СССР                                       | 0 | 8 | 4 | 2 из 12   | 13                |
| 1960—1963                 | 5-й чемпионат СССР                                      | 5-й чемпионат СССР                                       |   |   |   |           | [ 16 ]            |
| 1968—1970                 | 2-й командный чемпионат СССР (сборная РСФСР, 4-я доска) | 2-й командный чемпионат СССР (сборная РСФСР, 4-я доска)  |   |   |   | 5½ из 11  | Команда — чемпион |
| 1970—1973                 | 3-й командный чемпионат СССР (сборная РСФСР, 6-я доска) | 3-й командный чемпионат СССР (сборная РСФСР, 6-я доска)  |   |   |   | 8 из 12   | Команда — чемпион |

## Книги
- Творчество волгоградских шахматистов. — Нижне-волжское книжное изд-во, 1973. — 109 с.